# Mary Harris Jones
Mary Harris „Mother“ Jones (* có lẽ sinh vào khoảng 01 tháng 8 năm 1837, theo thông tin cá nhân là ngày 1 tháng 5 năm 1830 tại Cork, Ireland; † 30 Tháng 11 năm 1930 ở Silver Spring, Maryland) là một nhà lãnh đạo Mỹ nổi tiếng của người lao động và phong trào công đoàn.

## Tiểu sử
Gia đình Harris di cư sang Canada và rồi sang Mỹ trong những năm 1840. Mary tốt nghiệp trung học, làm việc như một giáo viên tại một tu viện các nữ tu và như một thợ may ở Chicago, sau đó một lần nữa,lại trở thành một giáo viên ở Memphis, Tennessee. Bà đã kết hôn vào năm 1861 với George E. Jones, một công nhân ngành thép và thành viên công đoàn. Sáu năm sau, bà bị mất chồng và bốn đứa con nhỏ của bà trong một trận dịch sốt vàng da. Bà trở về Chicago để mở 1 tiệm may nhỏ. Trong trận cháy lớn tại Chicago năm 1871, Jones mất tất cả mọi thứ mà bà sở hữu. Bà quay sang nhờ Knights of Labor giúp đỡ, đây là một Hiệp hội Công nhân người Mỹ, người nhận giúp đỡ lao động nữ và người da màu, và từ đó bà cống hiến đời mình cho cuộc đấu tranh vì tăng lương và cải tiến điều kiện làm việc.
Mary Harris Jones, còn được gọi là "Mother Jones" (Mẹ Jones), vào năm 1905 là đồng sáng lập Industrial Workers of the World (Công nhân công nghiệp của thế giới) và sau này cả Liên minh Công nhân Mỏ (United Mine Workers) và Đảng Xã hội chủ nghĩa Mỹ (Socialist Party of America). Tạp chí cánh tả Mother Jones cũng được đặt theo tên của bà. Nhạc sĩ Tom Russell đã sáng tác bài hát The Most Dangerous Woman In America (Người phụ nữ nguy hiểm nhất ở Mỹ) để tưởng niệm về bà.

## Sách
- The Autobiography of Mother Jones. Chicago: Charles H. Kerr & Col, 1925. ISBN 0-486-43645-4
- Colman, Penny. Mother Jones Speaks. Brookfield, Connecticut: The Millbrook Press, 1994, ISBN 978-0873488105
- Gorn, Elliott J.  Mother Jones: The Most Dangerous Woman in America. New York: Hill and Wang, 2002, ISBN 978-0809070947